# Akilas fasciatus
Akilas fasciatus är en insektsart som beskrevs av William Lucas Distant 1916. Akilas fasciatus ingår i släktet Akilas och familjen sporrstritar. Inga underarter finns listade i Catalogue of Life.